# Stefan Kraft
Stefan Kraft (Schwarzach im Pongau, 13 de mayo de 1993) es un deportista austríaco que compite en salto en esquí.
Participó en dos Juegos Olímpicos de Invierno, obteniendo una medalla de oro en Pekín 2022, en el trampolín grande por equipo (junto con Daniel Huber, Jan Hörl y Manuel Fettner), y el cuarto lugar en Pyeongchang 2018, en la misma prueba.
Ganó quince medallas en el Campeonato Mundial de Esquí Nórdico entre los años 2015 y 2025.

## Palmarés internacional
| Juegos Olímpicos   | Juegos Olímpicos      | Juegos Olímpicos  | Juegos Olímpicos    |
| Año                | Lugar                 | Medalla           | Prueba              |
| ------------------ | --------------------- | ----------------- | ------------------- |
| 2022               | Pekín (China)         | Medalla de oro    | TG por equipo       |
| Campeonato Mundial |                       |                   |                     |
| Año                | Lugar                 | Medalla           | Prueba              |
| 2015               | Falun (Suecia)        | Medalla de plata  | TG por equipo       |
| 2015               | Falun (Suecia)        | Medalla de bronce | TN individual       |
| 2017               | Lahti (Finlandia)     | Medalla de oro    | TN individual       |
| 2017               | Lahti (Finlandia)     | Medalla de oro    | TG individual       |
| 2017               | Lahti (Finlandia)     | Medalla de plata  | TN equipo mixto     |
| 2017               | Lahti (Finlandia)     | Medalla de bronce | TG por equipo       |
| 2019               | Seefeld (Austria)     | Medalla de plata  | TG por equipo       |
| 2019               | Seefeld (Austria)     | Medalla de plata  | TN equipo mixto     |
| 2019               | Seefeld (Austria)     | Medalla de bronce | TN individual       |
| 2021               | Oberstdorf (Alemania) | Medalla de oro    | TG individual       |
| 2021               | Oberstdorf (Alemania) | Medalla de plata  | TG por equipo       |
| 2021               | Oberstdorf (Alemania) | Medalla de bronce | TN por equipo mixto |
| 2023               | Planica (Eslovenia)   | Medalla de bronce | TG por equipo       |
| 2025               | Trondheim (Noruega)   | Medalla de plata  | TG por equipo       |
| 2025               | Trondheim (Noruega)   | Medalla de bronce | TG por equipo mixto |